# Đakus
Đakus (cyr. Ђакус) – wieś w Serbii, w okręgu toplickim, w gminie Žitorađa. W 2011 roku liczyła 811 mieszkańców.